# Joyce Lomalisa
Joyce Lomalisa Mutambala (ur. 18 kwietnia 1993) – kongijski piłkarz występujący na pozycji obrońcy w AS Vita Club, z którym w sezonie 2015/2016 został mistrzem Demokratycznej Republiki Konga.
W reprezentacji Demokratycznej Republiki Konga zadebiutował 6 listopada 2015 w przegranym 0:3 meczu z Zambią. Lomalisa wziął udział w Mistrzostwach Narodów Afryki 2016, które Kongijczycy wygrali. Został też powołany na Puchar Narodów Afryki 2017. W pierwszym meczu fazy grupowej z Marokiem wszedł na boisko w 65. minucie. W 81. minucie został ukarany czerwoną kartką.